# Астерије
Астерије (грч. Ἀστέριος) је у грчкој митологији било име више личности.

## Етимологија
Име Астерије има значење „од звезданог неба“ или од „Сунца“.

## Митологија
- Астерије је име чак два Аргонаута, које су помињали Хигин, Аполодор и други аутори, а чије је име било и Астерион. Први је потицао из Пелене и био син Хиперасија и Хипсо или Антигоне или је био Хипасов син.[2] Као његови могући очеви се помињу и Пирем и Приск.[3] Други је био из Пиресије, града у Тесалији. Он је био или син Комета или Хиперасија.[2]
- Према Аполодору, био је син Нелеја и Хлориде, кога је, попут његове браће, убио Херакле.[4]
- Према Аполодору, Диодору и Нону, био је краљ Крита, који је оженио Европу и усвојио њену и Зевсову децу. Сопствену децу није имао, мада се као његова кћерка помиње Крита. Био је Тектамов син, а мајка му је била Кретејева кћерка. Име овог јунака је било и Астерион.[4]
- Према Паусанији, био је владар Анакторије, касније назване Милет у Малој Азији. Био је Анактов син, па тако и Гејин унук.[4] Према неким наводима, Милет је убио Астерија.[1] Према легенди са Милета, сахрањен је на острву Лада и његово тело је било десет лаката велико,[5] што се видело када је његов костур касније ископан.[1] Претпоставља се да је на неки начин био повезан са другим џиновима са Лидије, попут Дамасена, Атланта и Хила.[5] Према Роберту Гревсу, име Астерије је мушки облик од Астерија, што би означавало богињу која влада небом и планетарним силама, а назив Крита потиче од облика Кратеја, што би означавало моћну богињу. С обзиром да име Астерије носи и отац Миноја, митског владара Крита, могуће је да су становници Милета то име донели из критског Милета.[1]
- Према Нону, био је заповедник Крићана који су се придружили Дионису у његовом походу на Индију. Никада се није вратио на Крит, већ се скрасио међу Колхијанима на источној обали Црног мора и које је назвао по свом имену. Био је син Миноја и Андрогеније, а био је отац Милету, Кауну и Библиди.[4]
- Према Хигину, био је један од Египтида, ожењен Данаидом Клеом.[6]
- Аполодор је ово име навео као Минотаурово.[4] Према Гревсу, на Кносу је титула под називом „Миној“ била намењена владарима, односно династији владара која је на свом амблему имала небеског бика. С обзиром на значење имена Астерије, могуће је да се краљ током обреда спаривао са свештеницом Месечеве Кравље богиње, прерушен у бика.